# Sphaerosoma pilosum
Sphaerosoma pilosum är en skalbaggsart som först beskrevs av Georg Wolfgang Franz Panzer 1793.  Sphaerosoma pilosum ingår i släktet Sphaerosoma, och familjen svampklotbaggar. Arten är reproducerande i Sverige.

## Bildgalleri

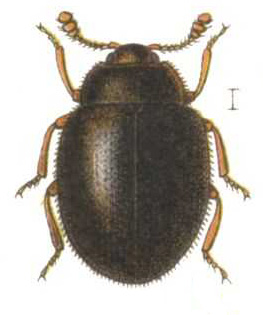